# Tris(2-butoxyethyl)phosphat
Tris(2-butoxyethyl)phosphat ist eine chemische Verbindung aus der Gruppe der Phosphorsäureester.

## Gewinnung und Darstellung
Tris(2-butoxyethyl)phosphat kann durch Reaktion von Reaktion von Phosphoroxychlorid und 2-Butoxyethanol gewonnen werden.

## Eigenschaften
Tris(2-butoxyethyl)phosphat ist eine brennbare, schwer entzündbare, farblose bis gelbliche Flüssigkeit, die schwer löslich in Wasser ist.

## Verwendung
Tris(2-butoxyethyl)phosphat wird als organisches Flammschutzmittel, sowie in Bodenpflegemitteln, als Lösungsmittel in Harzen, als Viskositätsveränderer in Plastisolen und als Weichmacher in Gummistopfen eingesetzt.